# Banana-da-madeira
A banana-da-madeira é uma subespécie da banana originaria e cultivada extensamente na ilha da Madeira, tradicionalmente mais pequena que a banana sul-americana mas acentuada no paladar. É abonada em sacarose, glicose, frutose, fibras, potássio, magnésio e várias vitaminas dos agrupamentos A, B e em vitamina C.
Estima-se que em 2014 a produção tenha rondado as 18 mil toneladas.

## História
Introduzidas na ilha no século XVI, sendo que existe uma referência escrita às bananeiras da Madeira que data de 1552, julga-se que terão vindo das ilhas Canárias ou de Cabo Verde, e tornaram-se parte integrante da paisagem.